# Pomnik Ofiar Wojny i Faszyzmu w Tarnowie
Pomnik Ofiar Wojny i Faszyzmu – pomnik zlokalizowany przed Starym Cmentarzem przy ulicy Narutowicza w Tarnowie.  Został odsłonięty 19 czerwca 1966 roku w 26. rocznicę pierwszego transportu więźniów do obozu koncentracyjnego KL Auschwitz w Oświęcimiu. 
Autorami i realizatorami monumentu są miejscowi artyści rzeźbiarze – zwycięzcy tematycznego konkursu na projekt – Bogdana Ligęza-Drwal i Anatol Drwal.
Pomnik składa się z dwóch części: jedna przedstawia trzy klęczące postacie męczenników z wydartym sercem, a druga ukazuje stojące dwa miecze (nawiązanie do bitwy pod Grunwaldem) oraz płaczące dziecko przy niedostępnej, zimnej i obcej ścianie.

Na ścianie od ulicy Narutowicza są umieszczone daty: 1939–1945, a na tylnej ścianie widnieje napis: 
W hołdzie 45 000 mieszkańców ziemi tarnowskiej – ofiarom niemieckiego faszyzmu pomordowanym, bohaterom poległym w walce z najeźdźcą o niepodległość ojczyzny w latach 1939–1945.